# Honzo Svašek
Ján Nepomucký Svašek (roepnaam Honzo, 5 mei 1926, Nové Mesto nad Váhom - Slowakije - 30 augustus 1994, Miliře, Tsjechië) was een Tsjechisch-Nederlandse waterbouwkundige. Hij heeft gewerkt bij Rijkswaterstaat en heeft in 1969 een eigen adviesbureau opgericht (Svašek Hydraulics).

## Loopbaan bij Rijkswaterstaat
Na de Praagse Coup van 1948 vluchtte Svašek naar Nederland. Hij ging studeren aan de TU in Delft waar hij in 1955 bij prof Thijsse afstudeerde. Daarna is hij gaan werken bij Rijkswaterstaat, en heeft daar de nodige studies naar kustbescherming gedaan. In 1957 is hij genaturaliseerd tot Nederlander. Hij kreeg al snel de leiding bij een meetafdeling van de Deltadienst in Hellevoetsluis, belast met onderzoek naar stromingen en golven rond de bouwput van de Haringvlietdam. Dit werd gedaan met radar en drijvende radarreflectoren. Hij heeft ook veel gedaan aan de ontwikkeling van zandtransportmetingen met fluorescerende tracers. Hij was een voorstander van werken met radioactieve tracers, maar realiseerde zich dat de publieke opinie in Nederland dat onmogelijk maakte. In deze periode heeft hij ook gastcolleges gegeven aan de universiteit van Utrecht over de waterbeweging in rivieren en langs kusten. In deze periode hield hij zich ook bezig met de stabiliteit van de stranden van Voorne; men was bang dat de aanleg van de Maasvlakte daar te veel invloed op zou hebben. Tijdens lezingen in Zeeland pleitte hij ervoor om de Oosterschelde snel af te sluiten, omdat door dijkvallen de bestaande dijken te zwak waren.

## Het bureau Svašek hydraulics
In 1969 begon hij voor zichzelf als adviseur, omdat hij zag dat er veel werk voort zou komen uit de aanleg van de Maasvlakte. Hij begon in een kantoorruimte op het vliegveld Zestienhoven. In de eerste jaren van zijn bedrijf is veel werk gedaan aan het ontwerp (en de uitvoering) van de Maasvlakte. Dit werk was in 1977 afgerond. Het bureau is daarna ingetrokken bij het Ingenieurs- en Architectenbureau De Weger BV in Rotterdam. In 1986 is het bureau overgenomen door De Weger, en heeft zicht ontwikkeld tot een gespecialiseerd bureau op het gebied van numerieke modellen voor de kustwaterbouwkunde. In 1998 werd De Weger overgenomen door Royal Haskoning. In 1986 trad Honzo Svašek terug als directeur van Svašek bv., hij bleef adviseur van het bedrijf tot zijn overlijden in 1998. Bij een reorganisatie in 2003 is het bureau weer verzelfstandigd door een managementbuy-out.

## Andere plannen
Svašek heeft in 1979 de gedachte bouwen met de natuur gemunt, en deze gedachte uitgewerkt voor een kustuitbreiding van de kust van Delfland (Hoek van Holland - Den Haag). Svasek wilde deze landaanwinning vooral gebruiken voor woningbouw, met name ten behoeve van Den Haag. Later in 1984 werd dit plan, samen met een idee van van Ballast Nedam (Voornedam) gecombineerd door het Statenlid Ronald Waterman en ingebracht bij Provinciale Staten.

## Publicaties van Svašek

### Rapporten van Rijkswaterstaat
- Nota betreffende het onderzoek naar de mogelijkheden van zandtransportmetingen met gemerkt zand, Rapport nr. (DDWT-BEN-1956.) 12. Rijkswaterstaat (1956).
- Nota betreffende de ontwikkeling van een methode voor zandtransportmetingen met behulp van radio-actieve tracers, Rapport nr. (DDWT-BEN-1957.)8. Rijkswaterstaat (1957).
- Samen mete Arlman, J.J.en Santema, P.: Movement of bottom sediment in coastal waters by currents and waves: measurements with the aid of radioactive tracers in the Netherlands, (Technical memorandum of the Beach Erosion Board nr. 105). Rijkswaterstaat (1958).
- Maximaal optredende krachten op de brugpijlers van de brug over de Oosterschelde als gevolg van het optreden van ijs op de rivier: ontwerp brug over de Oosterschelde, Nota nr. F-64. Rijkswaterstaat (1960).
- Verslag omtrent een studiereis door de Verenigde Staten van Amerika (24 okt. - 3 nov. 1962), Nota WWK 63-4. Rijkswaterstaat (1963).
- Schematisatie van de diepte ten behoeve van de getijberekening (tweedimensionaal) in de mond van het Haringvliet, voorstel voor de definitieve "output" voor de computerberekeningen, Nota (DD) K-412. Rijkswaterstaat (1966).
- Weerstandscoëfficiënt C in open waterlopen met getijbeweging: Schematisatie van gegevens ten behoeve van tweedimensionale getij berekening in de mond van het Haringvliet, Nota (DD) K-405. Rijkswaterstaat (1966).
- (en) The study of the motion of sea-going vessels under the influence of waves, wind and currents, in order to determine the minimum depth required in port approaches and along offshore berthing structures for tankers and ore-carriers, Rapport (DD) K-158. Rijkswaterstaat (1967).
- Invloed van brekende golven op de stabiliteit van zandige kusten, Nota W-68.083. Rijkswaterstaat (1968).
- Commentaar op de nota "Bepaling van diepten op de Noordzee" (Hoek van Holland, maart 1969, afd. Noordzee), Nota (DDWT) W-69.106. Rijkswaterstaat (1970).

### Andere publicaties
- Samen met: Arlman, J.J., Verkerk, B.  (1959). The use of radioactive isotopes for the study of littoral drift. Philips Technical Review  21
- Samen met: Engel, H. (1960). The use of radio-actie tracers for the measurement of sediment transport in the Netherlands. Int.Conference on coastal Engineering.
- Samen met: Terwindt, J.H.J., Breusers, H.N.C.  (1968). Experimental investigation on the erosion-sensitivity of a sand-clay lamination. Sedimentology  11 (1-2): 105-114. DOI:https://doi.org/10.1111/j.1365-3091.1968.tb00844.x.
- Samen met Battjes, J.A.:  (1969). Statistical evaluation of wave conditions in a deltaic area. Symposium "Research on wave action", Delft
- Samen met: Terwindt, J.H.J., Walther, A.W. (1972). Sand Transport During Closure of Tidal Channels. Int. Conference on coastal Engineering. Gearchiveerd op 16 juli 2023.
- Samen met: Terwindt, J.H.J.  (1974). Measurements of sand transport by wind on a natural beach. Sedimentology  21 (2). DOI:https://doi.org/10.1111/j.1365-3091.1974.tb02061.x.
- Bouwen met de Natuur. Svasek bv (1979).
- Samen met: Pilon, J.J., Bijker, E.W., Verhagen, H.J. Van der Leijé, J.P. (1981). Coastal Changes due to the Construction of Artificial Harbour Entrances and Practical Solutions, including Beach Replenishment, PIANC Congress Edinburgh. Permamon.
- Samen met Roelse, P, De Smit, C.: (en)  (1984). Permeable groynes: experiments and practice in the Netherlands. Int. Conference on Coastal Engineering  19
- Samen met: Bliek, A.J. (1987). On slope stability of dredged trenches. CEDA -ICE. Gearchiveerd op 16 juli 2023.

- Virtual International Authority File: 291190140